# Ойердорф
Ойердорф (нем. Euerdorf) — ярмарочная община в Германии, в земле Бавария. 
Подчиняется административному округу Нижняя Франкония. Входит в состав района Бад-Киссинген. Подчиняется управлению Ойердорф.  Население составляет 1575 человек (на 31 декабря 2010 года). Занимает площадь 16,34 км².
Ярмарочная община подразделяется на 2 сельских округа.

## Население
По оценке на 31 декабря 2015 года население общины Ойердорф составляет 1498 чел. 

| Дата      | 1840 | 1871 | 1900 | 1925 | 1939 | 1950 | 1961 | 1970 | 1987 | 2011 |
| --------- | ---- | ---- | ---- | ---- | ---- | ---- | ---- | ---- | ---- | ---- |
| Население | 1337 | 1349 | 1141 | 1207 | 1227 | 1641 | 1463 | 1543 | 1553 | 1574 |

| Год       | 1960 | 1970 | 1980 | 1990 | 2000 | 2009 | 2010 | 2011 | 2012 | 2013 | 2014 | 2015 |
| --------- | ---- | ---- | ---- | ---- | ---- | ---- | ---- | ---- | ---- | ---- | ---- | ---- |
| Население | 1456 | 1540 | 1478 | 1656 | 1677 | 1582 | 1575 | 1551 | 1526 | 1491 | 1541 | 1498 |